# Bałucki Rynek
Bałucki Rynek – plac w południowej części łódzkich Bałut. Powstał około 1850 roku jako centrum Bałut Nowych, w którym zbiegły się trakty zgierski i łagiewnicki oraz szosa Aleksandrowska.

## Historia
W latach 50. XIX w. właściciel obszaru, na którym miał się znaleźć rynek, August Zawisza, podjął się założenia osady fabrycznej – Bałuty Nowe, wzorem okolicznych miejscowości, takich jak Konstantynów, Ozorków czy Aleksandrów. Upoważnił on Macieja Jarmolińskiego, Nadleśnego Lasów Rządowych Leśnictwa Wyszków, do rozkolonizowania osadnikom swoich terenów. Jarmoliński 22 października 1857 roku zawarł z Ickiem Bławatem i Ickiem Birencwajgiem, handlarzami i właścicielami domów na Starym Mieście, akt kolonizacyjny, czyniąc ich administratorami ziem. Centralnym punktem osady został Rynek Bałucki, który ze względu na fakt, iż zbiegały się w nim: szosa aleksandrowska, oraz stary i nowy trakt zgierski, był najruchliwszym punktem nowej osady. Nabywcy parceli przy rynku byli zobligowani do budowania murowanych domów, zaś Zawisza zobowiązał się do postawienia na środku rynku studni z pompą.
W latach 1863–1866 Bałucki Rynek był miejscem egzekucji powstańców styczniowych, zasądzanych przez łódzki sąd wojenny i naczelnika wojennego Łodzi – Aleksandra von Broemsena.
W latach 1940–1944 podczas okupacji niemieckiej rynek znajdował się w getcie, pod nazwą Baluter Ring. Na rynku i wokół niego funkcjonowały urzędy niemieckie i żydowskie. Bałucki Rynek był odgrodzony od reszty getta, a wejście odbywało się za okazaniem przepustki. Bezpośrednio na rynku mieściła się siedziba ekspozytury niemieckiego zarządu getta (Gettoverwaltung) kierowana przez Hansa Biebowa, któremu podlegał Chaim Rumkowski z żydowską administracją getta. W barakach mieściły się biura Przełożonego Starszeństwa Żydów oraz Centralny Sekretariat, przez który Rumkowski zarządzał gettem. Od 1 października 1940 roku mieściło się tutaj również Centralne Biuro Resortów Pracy. Po wojnie baraki zostały rozebrane.
W latach 2008–2010 na rynku wybudowano halę targową z 270 stoiskami i 4 tys. m² powierzchni handlowej.